# San Marcos de la Sierra
San Marcos de Sierra es un municipio del departamento de Intibucá en la República de Honduras.

## Toponimia
Su nombre es en honor a Marcos el Evangelista, santo de la iglesia católica, y por Terencio Sierra, presidente de la república.

## Límites
Su cabecera tiene al este el Cerro la Cruz y al oeste Rancho Quemado.
| Orientación | Límite                      |
| ----------- | --------------------------- |
| Norte       | Municipio de Yamaranguila,  |
| Sur         | Municipio de Yarula,        |
| Este        | Municipio de Santa Elena,   |
| Este        | Municipio de Yarula,        |
| Oeste       | Municipio de San Francisco, |

## Historia
Era la Aldea de Guirampuque, del Municipio de Yamaranguila.
En 1901, le dieron la categoría de municipio.

## División Política
Aldeas: 4 (2013)
Caseríos: 49 (2013)
| Código | Aldea                    |
| ------ | ------------------------ |
| 101301 | San Marcos de Sierra     |
| 101302 | San José de las Delicias |
| 101303 | San José                 |
| 101304 | San Luis                 |